# アマゼーノ
アマゼーノ（伊: Amaseno）は、イタリア共和国ラツィオ州フロジノーネ県にある、人口約4,100人の基礎自治体（コムーネ）。

## 地理

### 位置・広がり

#### 隣接コムーネ
隣接するコムーネは以下の通り。括弧内のLTはラティーナ県所属を示す。
- カストロ・デイ・ヴォルシ
- モンテ・サン・ビアージョ (LT)
- プロッセーディ (LT)
- ロッカセッカ・デイ・ヴォルシ (LT)
- ソンニーノ (LT)
- ヴァッレコルサ
- ヴィッラ・サント・ステーファノ

### 気候分類・地震分類
アマゼーノにおけるイタリアの気候分類 (it) および度日は、zona C, 1330 GGである。
また、イタリアの地震リスク階級 (it) では、zona 3A (sismicità bassa) に分類される。

## 行政
- 山岳共同体 "Monti Lepini" に属する

### 分離集落
アマゼーノには、以下の分離集落（フラツィオーネ）がある。
- Collefiore, Porcini, Ripole, San Benedetto, Sant'Angelo, Santa Lucia, Selvina, Spinetti, Vallemartina

## 姉妹都市
- サン・ロレンツェッロ、イタリア